# Megastigmus caperatus
Megastigmus caperatus är en stekelart som beskrevs av Milliron 1949. Megastigmus caperatus ingår i släktet Megastigmus och familjen gallglanssteklar. Inga underarter finns listade i Catalogue of Life.